# Giuseppe Ippolito Gerbaix de Sonnaz d'Habères
Giuseppe Ippolito Gerbaix de Sonnaz d'Habères (Thonon-les-Bains, 10 novembre 1744 – 14 aprile 1827) è stato un generale italiano, veterano delle guerre napoleoniche, dove dopo l'occupazione francese del Piemonte si distinse al servizio dell'Impero austriaco combattendo a Novi, Marengo, Austerlitz, Ratisbona, Aspern e Wagram. Dopo la restaurazione rientrò in servizio nella Regia Armata Sarda, e fu insignito da re Carlo Felice del Collare dell'Ordine supremo della Santissima Annunziata e del titolo di Cavaliere di Gran Croce dell’Ordine dei Santi Maurizio e Lazzaro.

## Biografia
Nacque a Thonon-les-Bains il 10 novembre 1744, figlio di Claude Jean Baptiste e di Françoise Madeleine de Conzie d'Allemagne. Arruolatosi nell'Armata Sarda iniziò la sua carriera militare l'11 maggio 1762 come cadetto del Reggimento "Dragoni del Re".
Nel 1766 è nominato cornetta del Reggimento "Dragoni del Re", venendo promosso tenente nel 1769, maresciallo d'alloggio delle guardie del corpo del re nel 1770, capitano nel 1777, e maggiore nel 1778. Cornetta nella Compagnia Arcieri Guardie del Corpo del Re nel 1789.
L'8 ottobre 1795 diviene luogotenente colonnello di cavalleria, ed è promosso al grado di colonnello di cavalleria il 5 dicembre 1798. 
Durante l'occupazione francese del Piemonte passò al servizio dell'Imperatore d'Austria, e fra il 1799 ed il 1809 combatte a Novi, Marengo, Austerlitz, Ratisbona, Aspern e Wagram. Dopo questa ultima battaglia e la conseguente firma del trattato di pace fu posto in congedo. 
Comandante la guardia urbana di Thonon-les-Bains (1813-1814) e dei volontari savoiardi, dopo la restaurazione è insignito della Gran Croce dell'Ordine dei Santi Maurizio e Lazzaro.  L'8 gennaio 1815 è nominato capitano della 1ª Compagnia gentiluomini arcieri del Re, poi divenuta 1ª Compagnia delle Guardie del Corpo di Sua Maestà con il grado di maggior generale. Viene elevato al rango di tenente generale di cavalleria nel 1820. Nel corso dei moti rivoluzionati del 1821 rimane fedele al governo legittimista e condusse le Guardie del Corpo a ricongiungersi con le forze del generale Vittorio Sallier De La Tour a Novara. Il 23 ottobre 1821 re Carlo Felice di Savoia lo nominò Collare dell'Ordine supremo della Santissima Annunziata. Governatore di Novara e poi di Nizza, si spense il 14 aprile 1827, e  la salma venne tumulata nella Certosa reale di Collegno.

### Fonti
1. 1 2 3 4  Ilari, Shama 2008, p. 255.
2. 1 2 3  Lo Faso di Serradifalco 2016, p. 223.
3. 1 2 3 4 5 6 7  Ilari, Shama 2008, p. 256.
4. ↑   Calendario generale pe' Regii Stati pubblicato con autorità del Governo e, 1827,  p. 338. URL consultato il 12 marzo 2021.
5. ↑   Elenco militare. Anno 1818, 1818,  p. 80. URL consultato il 12 marzo 2021.